# 王卫 (1969年)
王卫（1969年12月—），男，中华人民共和国外交官，曾任中华人民共和国驻圣多美和普林西比民主共和国特命全权大使、外交部拉丁美洲和加勒比司副司长，现任中华人民共和国驻阿根廷共和国特命全权大使。

## 生平
1992年，进入中华人民共和国外交部工作，先后在外交部拉丁美洲司、驻巴西大使馆、外交部拉丁美洲和加勒比司任职。2005年，任外交部驻澳门特派员公署参赞。2008年，任驻安哥拉大使馆参赞。2011年，任外交部拉丁美洲和加勒比司参赞。2014年，任驻巴西大使馆公使。2017年3月，出任中华人民共和国驻圣多美和普林西比大使。2020年9月，自驻圣多美和普林西比大使离任，改任外交部拉丁美洲和加勒比司副司长。2023年9月，出任中华人民共和国驻阿根廷大使。

## 家庭
已婚。